# Mark Tremonti
Mark Thomas Tremonti (* 18. dubna 1974, Detroit, USA) je americký kytarista, hudebník a skladatel s italskými předky, nejvíce známý jako sólový kytarista, doprovodný zpěvák a spoluzakladatel rockových kapel Alter Bridge a Creed.

## Hudební kariéra

### Začátky
Vyrůstal spolu s bratry Michalem a Danem, díky kterým jako jedenáctiletý začal poslouchat jejich oblíbené kapely jako Kiss, Celtic Frost a Metallica, což jej přivedlo k rocku a metalu. Mark byl touto hudbou natolik okouzlen, že si koncem roku 1985 koupil svou první kytaru a začal docházet na hodiny. Po čtrnácti dnech však skončil, protože jak říká: „Učili mě „Mary Had A Little Lamb“, zatím co já se chtěl naučit „Master Of Puppets“.“ Tak začal hrát sám, nakoupil pár knih kytarových tabulatur a trénoval svoje oblíbené songy tak dlouho, dokud je nezvládl.
Poté, co se rodina přestěhovala do Orlanda na Floridě, Mark začal vyznávat styl gothic a poslouchat Megadeth, jejichž triko nosil pod školní košilí. Na škole se také potkavá se Scottem Stappem a hrál zde ve své první kapele jménem Wit’s End. Byli průměrnými hvězdami střední školy a hráli písničky Mötley Crüe a dalších kapel.

### Creed: 1994 - 2004, 2009 - současnost
Po střední škole strávil Tremonti rok na univerzitě (během této doby dosáhla Markova hra na kytaru lepší úrovně) a po návratu na Floridu se znovu setkal se Stappem. Rozhodli se založit kapelu a po pár zkouškách a diskusích ve Scottově ložnici vyzkoušeli několik basáků a bubeníků. Vybrali Briana Marshalla a Scotta Phillipse a založili skupinu jménem Naked Toodler. Za nějakou dobu se přejmenovali na Creed a postupně vydali tři multiplatinová alba: „My Own Prison“ (1997), „Human Clay“ (1999) a „Weathered“ (2001). V tomto období byl Tremonti 3× vyhlášen nejlepším kytaristou roku. V červnu roku 2004 Creed oficiálně oznamuje svoje rozpuštění, v listopadu téhož roku vychází kompilace Greatest Hits. Po Stappově sólové kariéře a účinkování ostatních tří členů v kapele Alter Bridge (2004–současnost), i přes několikeré vyjádření Tremontiho o nemožnosti smíření, dochází po měsících spekulací v roce 2009 k obnovení Creed a vydání čtvrtého alba „Full Circle“. Kapela také absolvovala světové tour k podpoře alba v letních měsících let 2009 a 2010.

### Alter Bridge: 2004 - současnost
Skupinu dali dohromady v lednu 2004 Tremonti, Marshall a Phillips poté, co zanikl Creed. Jako zpěvák byl přizván Myles Kennedy (The Mayfield Four, Citizen Swing a aktuálně též zpěvák Slash Tour Band 2010/2011). Kapela vydala debutové album „One Day Remains“ v srpnu 2004, další desku „Blackbird“ v roce 2007, a třetí a zatím poslední album s názvem "AB III" vyšlo v říjnu 2010. V současné době skupina absolvuje tour k této desce. Tremonti, Marshall a Phillips, díky obnovení Creed, nyní plánují rozdělit své aktivity mezi Alter Bridge a Creed, zatímco Stapp s Kennedym se budou v mezidobích věnovat svým dalším projektům.

### Sólová kariéra: 2000 - současnost
Během doby kdy se Creed ocitl na sklonku kariéry, měl Tremonti úmysl založit jako boční projekt speedmetalovou kapelu jménem Downshifter (se zpěvákem Haterbreed Jamey Jastou a bubeníkem Slipknot Joey Jordisonem), ale projekt se nikdy nerozjel. Nicméně nedávno hovořil o svém sólovém albu. „Skupiny jsou tak odlišné“ říká Tremonti o svých dvou současných kapelách, „ a já píšu hodně. Připravuji sólovou desku, protože jsou písně, které chci, aby spatřily světlo světa, přestože se nehodí ani pro Creed ani pro Alter Bridge“. Bude si své písně sám zpívat a hrát sólovou kytaru za přispění Erica Friedmana a Garreta Whitlocka (Submersed). Album "All I Was" vyšlo v roce 2012 a vyvrátilo dlouholeté Markovy obavy, že nemá pěvecky na to být frontmanem. V roce 2015 vychází druhé album "Cauterize". Na něm je patrný značný progres Markova hlasu (pravděpodobně díky radám Mylese Kennedyho).

### Další práce
Tremonti během let od počátků Creed spolupracoval s více umělci včetně Sevendust, Fozzy, Larry The Cable Guy, Michael Angelo Batio a Bury Your Dead. Pomáhal s produkcí několika písní na albu „In Due Time“ (2004) kapely Submersed.
V r. 2009 Tremonti vydal instruktážní kytarové DVD s názvem „Mark Tremonti: The Sound And The Story“, ve kterém vyučuje všem svým sólům z alba Alter Bridge „Blackbird“. Učí též jak se rozcvičit, různá ladění, fingerpicking styl, legato techniky a další pokročilá cvičení. Jeho DVD zahrnuje i lekce „hostujících lektorů“ jako jsou Myles Kennedy, Michael Angio Batio, Rusty Cooley, Bill Peck a Troy Stetina. V části DVD nazvané „The Story“ pak Tremonti hovoří o svých kytarových začátcích včetně povídání o své první kytaře. Poté dává nahlédnout do veškerého vybavení včetně kytar, jež používá na tour a představuje postupně každou z nich i jejich příslušenství.

## Diskografie

### Alba sCreed
- My Own Prison 1997
- Human Clay 1999
- Weathered 2001
- Full Circle 2009

### Alba sAlter Bridge
- One Day Remains 2004
- Blackbird 2007
- DVD Live from Amsterdam 2009
- AB III 2010
- Fortress (2013)
- The Last Hero (2016)
- Walk The Sky (2019)
- Pawn & Kings (2022)

### Sólová alba
- All I Was (2012)
- Cauterize (2015)
- Dust (2016)
- A Dying Machine (2018)
- Marching in Time (2021)
- The End Will Show Us How (2025)

## Osobní život
Tremonti žije v Orlandu na Floridě spolu s manželkou Victorií. Mají dva syny, Austena a Pearsona. Jeho bratr Michael spolupracuje pro Alter Bridge s tiskem a zajišťuje kontakty s fankluby a fanoušky. Druhý bratr Dan je prezidentem a kreativním ředitelem designu a marketingu firmy s názvem „Core 12“ a je autorem všech výtvarných prací na obalech alb Alter Bridge i Creed.